# Angola Avante!
Angola Avante! é o hino nacional de Angola. É um dos símbolos nacionais da Angola.

## História
Antes da independência, a canção "Angola é Nossa" era utilizada, principalmente pelos portugueses em Angola, como um hino colonial não oficial, mas após o início das negociações de independência já não estava mais em uso.
O hino Angola Avante! foi encomendado por Agostinho Neto e Lúcio Lara em 9 de novembro de 1975. Quem primeiro recebeu a incumbência foi Ruy Mingas, que compôs os primeiros acordes da melodia, mesmo ainda sem a letra, e os apresentou a Manuel Rui. Segundo o relato de Manuel Rui, o autor da letra, a canção foi feita sob muita pressão em função do curto prazo que deveria ser entregue. Este, no entanto, considera que a letra tenha sido fruto de criação colectiva, uma vez que procurou, entre 9 e 11 de novembro, ouvir os combatentes angolanos que estavam em Luanda nas batalhas finais pela independência angolana. Ainda segundo Manuel Rui, o hino foi pensado principalmente para "marcar a identidade angolana, o patriotismo de quem sofreu durante muitos anos para ver o país livre do colonialismo português".
A partir da letra de Manuel Rui, Ruy Mingas providenciou os arranjos finais e a finalização da composição da melodia. O "4 de fevereiro" mencionado na letra do hino refere-se aos ataques a Luanda em fevereiro de 1961, a ação que deu início à Guerra de Independência de Angola.
O hino foi aprovado pelo Comité Central do Movimento Popular de Libertação de Angola (MPLA) e pelo Conselho Revolucionário do Povo em 11 de novembro de 1975. A canção foi oficialmente designada como hino nacional do país em 11 de novembro de 1975, quando foi proclamada a independência de Angola. Está consagrada no artigo 18 e no Anexo III da Constituição angolana de 2010.
A canção foi cantada ao público pela primeira vez no Largo da Independência no dia de sua oficialização pelo Grupo Coral Gigante que incluía, além de Ruy Mingas e Manuel Rui, nomes como Carlos Lamartine (regente do coral) e Katila Mingas, dentre outros. Sua primeira gravação oficial foi feita pela Rádio Nacional de Angola pelos mesmos nomes que estavam no Grupo Coral Gigante.